# كومتوريست
كومتوريست كان اسما لمتاجر فاخرة لجلب العملة الصعبة تواجدت في رومانيا الشيوعية، كانت تدار بواسطة وزارة السياحة الرومانية. بعد الثورة الرومانية، عفا علي تلك المتاجر الزمن وبيعت في 1991 الي رجال أعمال محليين خلال مزاد علني، اسم العلامة التجارية كومتوريست لا يزال موجودا حتي الآن لكن بشكل محدود كسلسة متاجر سوق حرة.
في عام 1977, كان يتواجد حوالي 200 متجر في رومانيا يحمل اسم كومتوريست، تواجدت بشكل رئيسي في المدن الكبيرة والأماكن السياحية. متاجر كومتوريست كانت موجودة خصيصا لتوفير سلع كان لا يسمح ببيعها أو تداولها بسبب الاتجاه السائد في الاقتصاد الروماني الشيوعي انذاك. الواردات الأتية من دول المعسكر الغربي كأوروبا الغربية وامريكا الشمالية واليابان كانت تباع في تلك المتاجر، مثل الكحوليات، التبغ، العطور، الاحذية، الملابس، الراديو، التلفزيونات، الالات الحاسبة، وفي الثمانينات، توسعت كومتوريست وبدأت في بيع الحواسيب الشخصية. التذكرات الرومانية عالية الجودة كانت تباع أيضا مثل فراء الخراف، المشغولات اليدوية، الأزياء الشعبية وتسجيلات للموسيقي الشعبية.
في الأصل، كانت متاجر كومتوريست موجهة للأجانب، وكانت تحتاج الي اظهار جواز السفر للتمكن من اتمام عمليات الشراء بها، لكن مؤخرا مع بداية عقد الثمانينات، سمح لكل المشترين الذين لديهم عملة صعبة بالشراء من المتاجر (التي كان لا بد من وجود تصريح بامتلاكها ولا يمكن الحصول عليها إلا من خلال العمل المنجز في الغرب أو عن طريق التحويلات من الأقارب الأجانب).
كومتوريست أس آيه (Comturist SA), هي ملكية خاصة لرواد أعمال نخبويين تحولوا من الشيوعية للرأسمالية، تم تأسيسها في سبتمبر 1990 واستحوذت علي بقايا سلسلة متاجر كومتوريست خلال عمليات الخصخصة في مارس 1991. كومتوريست طرحت اسهمها للتداول في بورصة بوخاريست في 2004.